# Felix Aerts
Felix Hubert Aerts (Sint-Truiden, Bèlgica, 4 de maig de 1827 - Nivelles, Brabant Való, 9 de novembre de 1888) fou un violinista i compositor belga.
Publicà per l'ensenyança de la música les obres següents: Manuel théorique et practique du plain-chant; Méthode théorique et practique pour l'accompagnement du plain-chant, i Le Chansonnier. A més, va escriure àries, romances i fantasies per a orquestra.